# Marino (prefecto del pretorio)
Marino fue uno de los más confiables e importantes consejeros del emperador bizantino Anastasio I (491-518). Sirvió dos veces como prefecto del pretorio de Oriente, supervisó algunas reformas fiscales de Anastasio I, apoyó las políticas promonofisitas del emperador y dirigió la Armada bizantina en una batalla crucial que puso fin a la rebelión del general Vitaliano en Tracia. Sobrevivió al régimen de Justino I (518-527), cuando fue prefecto del pretorio por segunda vez, pero fue rápidamente alejado del poder.  

## Biografía

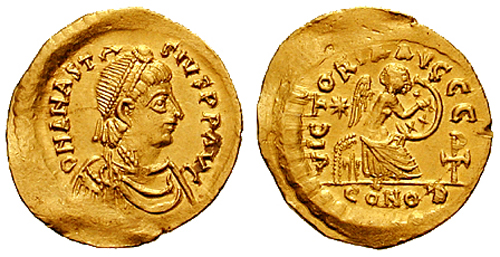
Semis del emperador Anastasio I (491-518).

Marino era originario de Apamea en Siria y, como la mayoría de sirios, un monofisita. Se desconocen detalles sobre sus primeros años, pero en 498 fue nombrado por Anastasio I como funcionario financiero jefe (tractator y después chartularius) del departamento fiscal de la Prefectura del pretorio de Oriente a cargo de la Diócesis de Oriente, que abarcaba su natal Siria. Su predecesor en el cargo, Juan Paflagonio, pasó a supervisar la reforma monetaria bizantina de Anastasio I. Desde su cargo, Marino se convirtió en el principal asesor financiero del emperador, especialmente en asuntos fiscales; él también fue responsable de la creación de los vindices, funcionarios encargados de recaudar el impuesto de annona, que hasta aquel entonces había sido la responsabilidad de los ediles provinciales. Los detalles de esta reforma son oscuros, con las opiniones contemporáneas divididas: Juan Lidio, que era hostil a Marino, lo acusa de haber empobrecido las provincias, mientras que un panegírico de Prisciano afirma que fue un gran alivio para los campesinos. Aunque el nuevo sistema parecía tener éxito en incrementar las rentas del estado, fue ampliamente modificado y finalmente abandonado en los reinados subsiguientes.
En la primera década del siglo VI, Marino emergió como "el más confiable consejero" (John Bagnell Bury) de Anastasio I, siendo recompensado con su nombramiento como prefecto del pretorio de Oriente, probablemente a inicios de 512. Parece que ejerció este cargo hasta inicios de 515. En el otoño de 512, Marino animó a Anastasio I para que apoye abiertamente la versión monofisita del Trisagion, que el Patriarca Timoteo I había insertado en la liturgia hasta en la Hagia Sophia. En consecuencia, los habitantes de Constantinopla, que eran mayormente de rito calcedonio, se sublevaron el 4 de noviembre contra la versión "herética", obligando a Marino y a Platón, el prefecto de la ciudad, a intentar sofocar el levantamiento con fuerza. Pero las luchas continuaron y el 6 de noviembre, la muchedumbre calcedonia se reunió en el Foro de Constantino e inició otro levantamiento que casi le costó el trono a Anastasio I: las estatuas de Anastasio I fueron derrumbadas, se proclamó como emperador al anciano general Areobindo (unido por alianza con la dinastía Teodosiana) y se incendió la casa de Marino. Anastasio I tuvo que aparecer en persona en el hipódromo de Constantinopla para calmar a las muchedumbres, que exigían que Marino y Platón fuesen arrojados a las bestias.
En 515, Anastasio I encomendó a Marino la dirección de la campaña contra el general Vitaliano, el magister militum per Thracias que se había rebelado contra las políticas promonofisitas de Anastasio I y estaba marchando en dirección a Constantinopla, la capital imperial. El inusual nombramiento de un funcionario civil al mando de un ejército se debió a la reticencia de los dos generales al mando de los ejércitos imperiales alrededor de Constantinopla, Patricio y Juan, de enfrentarse a Vitaliano, a quien conocían personalmente. A pesar de su falta de experiencia militar, Marino derrotó a la flota rebelde en una batalla en la entrada del Cuerno de Oro; según la crónica de Juan Malalas, esto se logró mediante el empleo de un compuesto químico a base de azufre inventado por un tal Proclo de Atenas, similar al posterior fuego griego. Entonces Marino desembarcó con sus hombres en la orilla de Sycae y derrotó a los rebeldes que encontró allí. Desmoralizado por las bajas padecidas, Vitaliano y su ejército huyeron hacia el norte durante la noche.
Aunque está atestiguada su alianza con el praepositus sacri cubiculi Amancio para instigar disturbios en Hagia Sophia poco después del ascenso al trono de Justino I (518-527), Marino logró sobrevivir la transición al nuevo régimen: en 519 fue nombrado prefecto del pretorio por segunda vez, e incluso se dijo que decoró un baño público con escenas de la vida de Justino, incluyendo su llegada a Constantinopla como un campesino pobre. Murió antes de 539. Sobre su familia, solamente se sabe que tuvo una hija y que su hijo fue nombrado gobernador en Libia (ya sea Marmarica o Cirenaica), donde demostró ser especialmente rapaz.